# Alessandro Cesarini (1592-1644)
Alessandro Cesarini (Roma, 1592 - Roma, 25 de janeiro de 1644) foi um cardeal do século XVII

## Biografia
Nasceu em Roma em 1592. Dos marqueses de Civitanova. Filho de Giuliano Cesarini, marquês de Civitanova e Montecorato, e de Livia Orsini. Sobrinho-bisneto do cardeal Alessandro Cesarini, Sr. (1517). Outros cardeais da família foram Giuliano Cesarini, o Velho (1426); e Giuliano Cesarini, Jr. (1493).
Frequentou a Universidade de Parma; mais tarde, obteve o doutorado em Roma..
Prelado papal. Clérigo da Câmara Apostólica. Governador do conclave de 1623, no qual foi eleito o Papa Urbano VIII..
Criado cardeal diácono no consistório de 30 de agosto de 1627; recebeu o barrete vermelho e a diaconia de S. Maria in Domnica, em 6 de outubro de 1627. Optou pela diaconia de Ss. Cosma e Damiano, 6 de setembro de 1632..
Eleito bispo de Viterbo, 14 de maio de 1636. Consagrado, domingo, 25 de maio de 1636, Palácio Quirinale, Roma, pelo Cardeal Antonio Barberini, sênior, OFMCap., assistido por Fabrizio Suardi, bispo de Lucera, e por Benedetto Landi, bispo de Fossombrone . Optou pela diaconia de S. Maria in Cosmedin, em 9 de fevereiro de 1637. Optou pela diaconia de S. Eustáquio, em 28 de julho de 1638. Renunciou ao governo da diocese de Viterbo antes de 13 de setembro de 1638..
Morreu em Roma em 25 de janeiro de 1644. Sepultado no túmulo de sua família na igreja de S. Maria in Aracoeli, Roma..